# الهوية والتقاليد والسيادة
الهوية والتقاليد والسيادة (بالإنجليزية: Identity, Tradition, Sovereignty)‏ (بالفرنسية: Identité, tradition, souveraineté)‏ كانت مجموعة سياسية يمينية متطرفة في البرلمان الأوروبي تتكون من 23 عضواً من الأحزاب الأوروبية خلال الدورة السادسة للبرلمان. تم التوقيع على ميثاق سياسي مشترك للمجموعة في 9 يناير 2007، وتم الاعتراف بالمجموعة رسميًا من قبل رئيس البرلمان حينها جوزيب بوريل في أول جلسة عامة للبرلمان الأوروبي في 15 يناير. بعد الملاحظات التي أدلت بها عضو المجموعة اليساندرا موسوليني أن أعضاء المجموعة الرومانيين وجدوا إهانة، انسحب حزب رومانيا الكبرى من المجموعة، وبالتالي استبعادها كمجموعة رسمية. ومن ثم، لم تعد هذه المجموعة موجودة رسمياً اعتباراً من 14 نوفمبر 2007.